# Adele di Francia (1160-1221)
Adele di Francia (4 ottobre 1160 – 1221 circa) fu contessa di Vexin e contessa consorte di Ponthieu.

## Origine
Secondo il Roderici Toletani Archiepiscopi De Rebus Hispaniæ, Adele era la figlia del re di Francia, Luigi VII e della sua seconda moglie, Costanza di Castiglia, figlia del re di León e Castiglia Alfonso VII l'Imperatore e di Berenguela di Barcellona, figlia primogenita del conte di Barcellona, Girona, Osona e Carcassonne, Raimondo Berengario III e della sua seconda moglie, la contessa di Provenza e Gévaudan, Dolce I (1090-1129); come conferma anche la Chronica Albrici Monachi Trium Fontium, definendo Adele sorellastra del re di Francia, Filippo II Augusto.
Luigi VII di Francia, detto il Giovane, era il figlio maschio secondogenito del re di Francia Luigi VI e Adelaide di Savoia(1092 - 1154), che era figlia del conte di Savoia, Umberto II di Savoia (1065 – 1103), e di Gisella di Borgogna (ca. 1070 - aprile 1133), a sua volta figlia di Guglielmo I di Borgogna (1020 – Besançon, 1087), detto il Grande o l'Ardito, conte di Borgogna, conte di Mâcon e conte di Vienne.
Adele era sorella minore di Margherita ed era sorellastra di Maria di Champagne e di Alice di Blois, nate dal precedente matrimonio del padre con Eleonora d'Aquitania, nonché sorellastra, oltre che di Filippo Augusto anche di Agnese, nati dal terzo matrimonio del padre con Adèle di Champagne.

## Biografia
Alcune fonti storiche, fondandosi sull'opera di Père Anselme, affermano che Adele fosse nata nel 1170, e fosse figlia di Adele di Champagne, che Luigi aveva sposato nel 1164. Ma fissare la sua nascita nel 1170 non è verosimile, non solo perché Adele venne promessa nel 1169, ma anche poiché ella avrebbe dovuto essere in età adatta a contrarre matrimonio nel 1177, quando papa Alessandro III si attivò per far concludere le sue nozze.
Sia secondo la Chronique de Robert de Torigni, abbé du Mont-Saint-Michel, che secondo la Historia Gloriosi Regis Ludovici VII, Adele nacque, nel 1160, mentre la madre, Costanza, moriva dandola alla luce.
Secondo la Chronica magistri Rogeri de Houedene, Volume 1, nel 1161, Adele fu promessa in sposa a Riccardo Cuor di Leone, mentre sua sorella, Margherita, veniva promessa in sposa al fratello maggiore di Riccardo, Enrico, figli del re d'Inghilterra, Enrico II.
Nel gennaio 1169 Luigi VII ed Enrico II firmarono un contratto per unire in matrimonio Adele (filiam regis Franciæ quam habuit de filia regis Hispanorum) con Riccardo Cuor di Leone (Ricardus quoque filius regis Anglæ), come ci conferma la Chronica del monaco, inglese, Gervasio di Canterbury.
Di conseguenza Adele, di allora otto anni, venne inviata in Inghilterra sotto la custodia di Enrico II. Nel 1177 il cardinale Pietro di San Crisogono, su incarico di papa Alessandro III, minacciò di sottoporre a interdetto i possedimenti continentali dell'Inghilterra se Enrico non avesse proceduto a far celebrare il matrimonio. Vi erano diffuse dicerie secondo le quali non soltanto Enrico aveva preso Adele come sua amante, ma avrebbe avuto da lei un figlio.
In quello stesso anno, Enrico II e Luigi VII si pacificarono e confermarono l'intenzione di matrimonio tra i loro due figli, Riccardo e Adele, come conferma il Gesta Regis Henrici Secundi Benedicti Abbatis, The Chronicle of the reigns of Henry II and Richard I, volume I.
Nel 1189 Enrico II morì e Adele, che era custodita in Inghilterra, era stata riconsegnata al fratellastro, il re di Francia, Filippo II Augusto, come conferma il Gesta Regis Henrici Secundi Benedicti Abbatis, The Chronicle of the reigns of Henry II and Richard I, volume II.
Il 12 maggio 1191 Riccardo sposò Berengaria di Navarra mentre era ancora ufficialmente fidanzato con Adele. Filippo, fratellastro di Adele, tentò allora di offrirla in sposa al principe Giovanni senza Terra e, secondo lo storico francese specializzato nella genealogia dei personaggi dell'Alto Medioevo, Patrick Van Kerrebrouck, Riccardo Cuor di Leone accettò, e, nel 1193, Adele fu fidanzata a Giovanni senza Terra; ma Eleonora d'Aquitania, madre di Giovanni (e anche delle sue sorellastre, Maria e Alice) impedì la conclusione di tale progetto.
Il 20 agosto 1195 Adele, come ci conferma la Chronica Albrici Monachi Trium Fontium, sposò il conte di Ponthieu, Guglielmo II. Il matrimonio era stato arrangiato da Filippo Augusto nella speranza che la coppia non avesse figli, di modo che la Corona francese potesse acquisire il Ponthieu, contea piccola ma strategicamente importante. Secondo le Recherches généalogiques sur les comtés de Ponthieu, de Boulogne, de Guines, Guglielmo II di Ponthieu era l'unico figlio maschio del conte di Ponthieu, Giovanni I, e della terza moglie, Beatrice di Saint-Pol († dopo il 1202), figlia di Anselmo di Campdavaine signore di Lucheux e conte di Saint-Pol, e della sua prima moglie.
Adele, poi viene citata in diversi documenti del Cartulaire du comté de Ponthieu, dal marito, Guglielmo II:
- il n° XVII, datato 1199, inerente ad una concessione[15]
- il n° XXIV, datato 1205, inerente ad una donazione al monastero di Saint Josse, citando anche e la figlia, Maria[16].
- il n° XXIX, datato 1207, inerente ad una concessione, citando anche e la figlia, Maria[17]
- il n° XXXI, datato 1208, inerente ad una donazione, citando anche e la figlia, Maria[18].
- il n° XXXII, datato 1209, in cui conferma l'avvenuto matrimonio della figlia Maria con Simone di Boulogne, definito suo genero (Symonis de Bolonia, generis mei, et Marie filie mee, uxoris eius)[19].
- il n° XXXIV, datato 1209, inerente ad una donazione[20].
- il n° XLVIII, datato 1211, inerente ad una concessione, citando anche e la figlia, Maria[21].
- il n° LI, datato 1213, inerente al ringraziamento per una donazione dell'anno precedente di Guglielmo II e Adele[22].

Inoltre Adele viene citata, assieme alla figlia, Maria, nel caput VI del Bibliotheca sebusiana, sive variarum chartarum, diplomatum, fundationum, datato 1210, inerente ad una donazione.
Dopo il 1213 Adele non compare più in alcun documento; non si conosce la data esatta della sua morte; molto probabilmente morì prima del marito.

## Matrimonio e figli
Adele diede a Guglielmo una sola figlia:
- Maria (1199 - † 1250), contessa di Ponthieu, come ci viene confermato dal documento n° LXXXVII del Cartulaire du comté de Ponthieu[24]. Costei fu la nonna materna di Eleonora di Castiglia, prima moglie di Edoardo I d'Inghilterra, nella cui dote furono compresi il Vexin ed il Ponthieu. Adele è dunque un'antenata della casa reale inglese.